# الكحول في أفغانستان
إن إنتاج واستهلاك المشروبات الكحولية, وخاصة النبيذ, في أفغانستان له تقليد طويل - يعود على الأقل إلى القرن الرابع قبل الميلاد. في الوقت الحالي, يُحظر حيازة واستهلاك الكحول على المواطنين الأفغان. ومع ذلك, توفر الحكومة الأفغانية ترخيصًا للعديد من المنافذ لتوزيع المشروبات الكحولية على الصحفيين والسياح الأجانب, كما يسود استهلاك الكحول في السوق السوداء أيضًا. يُسمح بإحضار زجاجتين أو لترين من المشروبات الكحولية للأجانب الذين يدخلون أفغانستان.

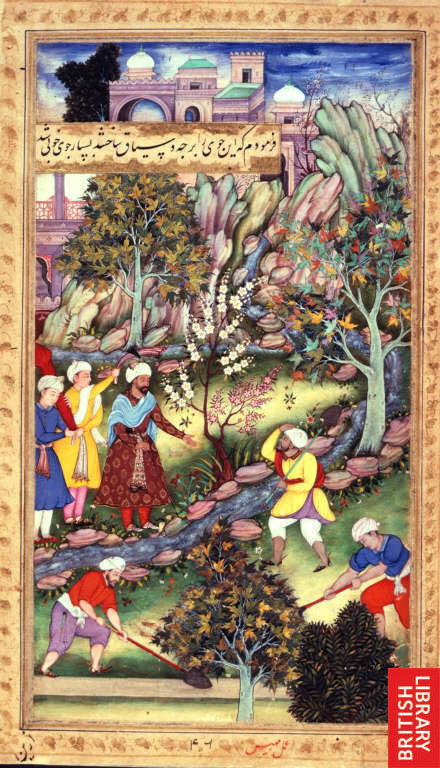
بابر الذي يجري تغيير مسار التيار في الاستقلال

## العائلة المالكة الأفغانية
في عهد الملك أمان الله وظاهر شاه من العائلة المالكة الأفغانية, كان الكحول جزءًا من المجتمع وكانت النخبة في كابول معروفة بحفلاته الباهظة.

## ملخص
يوجد في أفغانستان حاليًا حوالي 60,000 هكتار (140,000 فدان) من مناطق زراعة العنب ومناخ ممتاز وتيروار مناسبة لنبيذ عالي الجودة. بينما يعود تاريخ النبيذ إلى فترة أطول, يبدو أن زراعة الكروم قد ترسخت في أجزاء من أفغانستان بحلول القرن الرابع قبل الميلاد على الأقل. يقال أن بابر, أول إمبراطور موغال, تعلم عن النبيذ في كابول. ويقال إن مذكرات سيرته الذاتية, بابر نامه, تذكر بشكل خاص استالف (الاسم ربما مشتق من اليونانية staphile, عنب), «مع كروم العنب والبساتين على جانبي السيل, ومياهها باردة ونقية». تلقت إمبراطورية المغول نبيذًا عالي الجودة من وادي السند وأفغانستان. شهدت العصور الوسطى ازدهارًا نسبيًا في إنتاج النبيذ, والذي انتهى في القرن الثامن عشر. شهدت الستينيات من القرن الماضي محاولات لإعادة الإنتاج, الذي أنهته حركة طالبان . حوالي عام 1969, قدر مسح فرنسي أن مزارع الكروم (الأكبر) تغطي حوالي 37500 هكتار و 2 ٪ من الأراضي الصالحة للزراعة. وكان الجزء الأكبر من مزارع الكروم بالقرب من هرات وقندهار وكابول. تم العثور على مناطق أصغر على الحدود الشمالية. ركز المسح الفرنسي على أكبر مزارع الكروم المحترفة, لكنه يذكر العنب الذي يزرع في حدائق مختلفة, حتى عند 2400 م الارتفاع في محافظة نورستان. وصل تقدير عام 1968 المتعلق ببرنامج المساعدات المحلية إلى 60,000 هكتار (140,000 فدان) بشكل عام. بالمقارنة, يُزرع النبيذ النمساوي في مساحة تبلغ حوالي 51,000 هكتار (120,000 فدان). الإنتاج الرئيسي الحالي حول كابول ويذهب - لأسباب دينية - في الغالب إلى العصير والزبيب.

## السكان المحليون

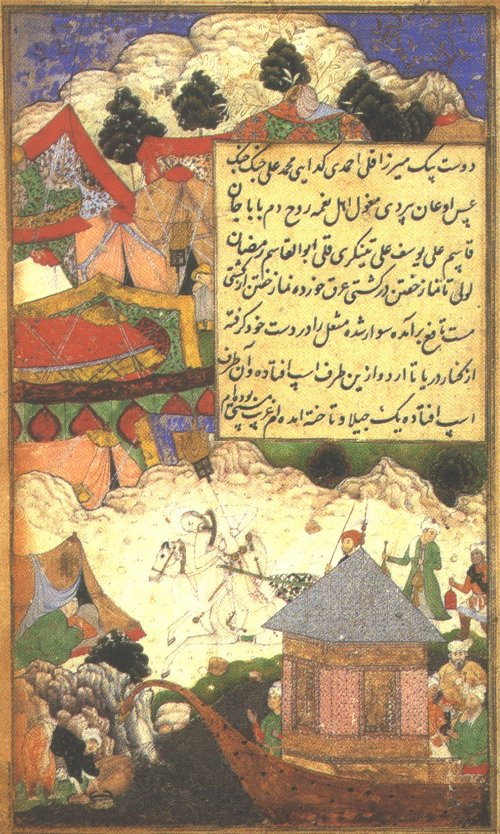
بابر مخمور يعود إلى المخيم ليلاً

أفغانستان واحدة من 16 دولة في العالم حيث يعتبر شرب المشروبات الكحولية في أي عمر غير قانوني بالنسبة لمعظم مواطنيها. يخضع مخالفة القانون من قبل السكان المحليين للعقوبة وفقًا لأحكام الشريعة الإسلامية. يمكن تغريم من يشربون الخمر أو سجنهم أو الحكم عليهم بـ 60 جلدة بالسوط. وفقًا لمنظمة الصحة العالمية (WHO), فإن استهلاك الكحول في أفغانستان - رسميًا - غير موجود تقريبًا. بلغ إجمالي استهلاك الكحول في أفغانستان صفرًا تقريبًا خلال 2003-2005 خلال الفترة 2008-2010, كان استهلاك الكحول المسجل صفرًا أيضًا ولكن الاستهلاك غير المسجل قدر بنحو 0.7 لتر للفرد. إنفاذ القانون غير متسق, والكحول متاح على نطاق واسع في السوق السوداء, خاصة في كابول ومدينة هراة الغربية, حيث يُقال إن النبيذ الجيد محلي الصنع متوفر بسهولة وبأسعار معقولة. في الجزء الشمالي من البلاد, يعتبر تهريب الكحول عبر أوزبكستان عملاً تجارياً كبيراً.
منذ سقوط طالبان, بدأت العديد من الحانات / المنافذ في أفغانستان في تقديم المشروبات الكحولية للأجانب والسياح. تتمتع كابول بحياة ليلية نشطة وملونة, حتى بالمقارنة مع المدن الكبرى في بلدان أخرى مثل نيودلهي أو كراتشي أو طهران. كان هناك جالية كبيرة من المغتربين من الدبلوماسيين الشباب وذوي الأجور الجيدة وموظفي الأمن ومنظمات المعونة الدولية. في عام 2010, تم تفتيش بعض المنافذ وتم القبض على بعض النادلات الأوكرانيات كعاهرات. وشن مسلحو طالبان عدة هجمات على المنتجعات والحانات.

## سياح
يُسمح للسائحين الأجانب بإدخال زجاجتين أو لترين من المشروبات الكحولية عند دخول أفغانستان.

## القوات العسكرية الأجنبية
قبل أيلول 2009, كان لدى مقر قوة المساعدة الأمنية الدولية (إيساف) في أفغانستان ما لا يقل عن سبعة بارات تقدم بيرة ونبيذ معفاة من الضرائب, بما في ذلك حانة رياضية تسمى تورا بورا. في عام 2009, بعد أنباء عن مقتل 125 مدنياً في غارات جوية, حاول الجنرال ستانلي ماكريستال, رئيس إيساف, الاتصال بمسؤولي القوات. بعد أن اكتشف أن بعض القوات لم تكن قادرة على الرد بشكل كافٍ على الحادث لأنهم كانوا في حالة سُكر, حظر الكحول في المباني الأمريكية. وهذا ينطبق أيضًا على الجنود الأجانب.
قيل أيضًا أن الكحول لعب دورًا في مذبحة قندهار, وهي حادثة عام 2012 قتل فيها رقيب أركان حرب الولايات المتحدة (روبرت باليز) ستة عشر مدنياً وجرح ستة آخرين في منطقة بانجواي بمقاطعة قندهار. وحظر الجيش الأمريكي منذ ذلك الحين تناول المشروبات الكحولية لقواته. على الرغم من الحظر, وجد مسؤولو الدفاع الأمريكيون أحيانًا الكحول في القواعد.
سُمح لجنود من دول أخرى بشرب الكحول. عادة ما يكون للقواعد العسكرية للقوات الأوروبية متجرين لبيع الخمور. سُمح للقوات الألمانية والفرنسية بعبوتين صغيرتين من البيرة يوميًا في قاعدتهم الرئيسية. في المخيمات الأصغر مثل معسكر مارمال, تم توفير الحصص على أساس قسيمة وكان مطلوبًا فتحها في الموقع لتجنب تراكم المخزونات. بعد بعض الحوادث المتعلقة بالكحول في عام 2013, قام الجنرال يورغ فولمر بتفتيش المباني شخصيًا للتأكد من اتباع اللوائح.
أدى انتهاء قوة إيساف في عام 2015 إلى خفض عدد القوات الأجنبية بشكل كبير. بالمقارنة مع القوة الدولية للمساعدة الأمنية, فإن بعثة الدعم الحازم الحالية لديها فقط عُشر القوات الموجودة في البلاد. يُسمح للسائحين الأجانب بإحضار لترين من الكحول في حقيبة معفاة من الرسوم الجمركية عند الدخول إلى أفغانستان. تخضع القيادة تحت تأثير الكحول وحيازة كميات أكبر من الكحول لفترات سجن تصل إلى عدة أشهر. تم توجيه شحنات المشروبات الكحولية من الجيش الألماني أيضًا إلى المجتمع (الألماني) الموسع والصحفيين المدعوين.